# Xavier Rius i Torres
Francesc Xavier Rius i Torres (València, 1963), és un polític valencià i funcionari de carrera en l'Administració Local en excedència. Militant de CCOO del País Valencià, va ostentar el càrrec de secretari general de la FSAP-CCOO-PV des de l'any 1995 fins al 2000. Actualment és Diputat responsable de l'Àrea de Cultura de la Diputació de València, regidor i portaveu del grup municipal de Compromís a l'Ajuntament de Picanya.
Membre de la Comissió Executiva Nacional de la Coalició Compromís.
En la legislatura de la corporació provincial iniciada el 2015, Xavier Rius i Torres ha estat el màxim responsable polític dels museus de la Diputació Provincial de València: Museu de Prehistòria de València, Museu Valencià d'Etnologia i Museu Valencià de la Il·lustració i la Modernitat (MuVIM); així com de la Institució Alfons el Magnànim.
Com a diputat en cap de l'àrea de cultura de la Diputació de València ha tingut l'ocasió, entre d'altres accions, de promoure el Certamen de Bandes de la Diputació en les seues edicions 40, 41 i 42, així com d'iniciar un projecte de difusió de la música anomenat València és música, orientat a la producció de documentals sobre les actuacions de les bandes valencianes i a la internacionalització dels concerts.
Des de l'any 2017, en Xavier Rius ha estat impulsor d'un conveni de col·laboració entre la Diputació de València i el Palau de Les Arts Reina Sofia de València, cosa que ha permès iniciar un programa d'òpera sobre rodes, anomenat Les Arts Volant, que ha estat girant pels municipis de la demarcació de València les temporades 2017, 2018 i 2019. L'òpera representada en aquestes temporades fou Bastià i Bastianna, de Wolfang Amadeus Mozart, amb adaptació del llibret al valencià.
Des de 2015 l'àrea de cultura que encapçala ha estat promotora d'accions per a la divulgació dels museus a la Viquipèdia, com fou la col·laboració amb un viquipedista resident. o el curs formatiu «Els museus de la Diputació i la Viquipèdia».